# Королёва, Ксения Михайловна
Оксана (Ксения) Михайловна Королёва (26 декабря 1914, Нововасилевка, Херсонский уезд, Херсонская губерния, Российская империя — 16 мая 2006, Евпатория, АР Крым) — украинский советский медик, государственный деятель, заслуженный врач Украинской ССР, заведующая медицинской частью санатория «Ударник» города Евпатории Крымской области. Депутат Верховного Совета УССР 6-8-го созывов, член Президиума Верховного Совета УССР 7-8-го созывов (1967—1975 годы). Почётный гражданин Евпатории (1984).

## Биография
Родилась 26 декабря 1914 в селе Нововасильевка. После окончания средней школы работала медицинской сестрой. В 1939 году окончила медицинский институт. Работала врачом.
С 1941 года в Красной армии, участник Великой Отечественной войны. Служила врачом, начальником пункта медицинской помощи в авиационных частях Красной армии: 82-й и 80-й отдельных авиационных эскадрильях, 82-й окружной авиационной мастерской, 34-й авиационной базе ВВС Черноморского флота. Капитан медицинской службы. Была демобилизована 11 октября 1947 года.
С 1945 года врач-терапевт, заведующая медицинской частью санатория «Ударник» города Евпатория Крымской области.
Депутат Верховного Совета УССР 6-8-го созывов, член Президиума Верховного Совета УССР 7-8-го созывов (1967—1975 годы).
Затем с 1992 года на пенсии в городе Евпатория.
Умерла 16 мая 2006 года в Евпатории. Похоронена в Евпатории на Старом кладбище.

## Награды[1]
- орден Отечественной войны 2-й ст. (6.04.1985)
- медаль «За оборону Кавказа» (1.05.1944)
- медаль «За боевые заслуги» (6.09.1945)
- заслуженный врач РСФСР
- почетный гражданин города Евпатории (13.04.1984)[3]
- знак «Отличник курортов Крыма»
- юбилейная грамота в честь 55-летия Победы в Великой Отечественной войне 1941—1945 гг. (21.04.2000)

## Память
В Евпатории установлена памятная доска К. М. Королёвой. Надпись: «В санатории „Ударник“ с 1955 по 1992 гг. работала Королёва Ксения Михайловна. Заслуженный врач Украины. Почётный гражданин города Евпатория. Депутат Верховного Совета Украины, VI, VII, VIII созывов. Член Президиума Верховного Совета Украины VII—VIII созывов».